# Hoyos
Hoyos és un municipi de la província de Càceres, a la comunitat autònoma d'Extremadura (Espanya). Limita al nord amb Trevejo i Acebo, al sud amb Moraleja i Cilleros, a l'est amb Perales del Puerto i a l'oest amb Cilleros.